# Mayra García
Mayra Aide García López  (Tijuana, 6 de setembro de 1986) é uma jogadora de voleibol e de voleibol de praia mexicana. 

## Carreira
Nos Jogos Centro-Americanos e do Caribe de 2002 em San Salvadorao lado de Hilda Gaxiolaconquistou a medalha de ouroe com esta jogadora  foi medalhista de prata nos Jogos Pan-Americanos de 2003 sediado em Santo Domingo, além de atuarem nos Jogos Olímpicos de Verão de 2004 em Atenas e terminaram na décima nona posição.
Ela conquistou ao lado de Bibiana Candelas duas medalhas nos Jogos Pan-Americanos: uma de bronze em 2007 e uma de prata em 2011. e disputaram a edição dos Jogos Olímpicos de Verão de 2008.Juntas competiram na edição dos Jogos Centro-Americanos e do Caribe de 2010 sediados em Mayagüezconquistando a medalha de ouro.
No ano de 2014 competia com Bibiana Candelas na conquista da medalha de prata nos Jogos Centro-Americanos e do Caribe  sediados em Veracruz